# Epipsylla crotalariae
Epipsylla crotalariae är en insektsart som beskrevs av Yang och Li 1984. Epipsylla crotalariae ingår i släktet Epipsylla och familjen rundbladloppor. Inga underarter finns listade i Catalogue of Life.